# 3796 Lene
3796 Lene è un asteroide della fascia principale. Scoperto nel 1986, presenta un'orbita caratterizzata da un semiasse maggiore pari a 2,6961794 UA e da un'eccentricità di 0,1529691, inclinata di 6,52826° rispetto all'eclittica.